# Gerhard Schott (Bibliothekar)
Gerhard Schott (* 21. Juni 1930 in Darmstadt; † 22. Dezember 2017 in Germering) war ein deutscher Bibliothekar.

## Leben und Wirken
Gerhard Schott studierte nach seiner Reifeprüfung am Domgymnasium Fulda im Jahre 1949 Klassische Philologie, Klassische Archäologie und Historische Hilfswissenschaften zunächst an der Universität Mainz. Nach zwei Studiensemestern dort wechselte er an die Universität Marburg/L. Nach seinem dort 1954 abgelegten Staatsexamen für den höheren Schuldienst promovierte er 1956 an der Universität Köln im Fach Klassische Philologie bei Hellfried Dahlmann. Als Bibliotheksreferendar an der Universitäts- und Stadtbibliothek Köln trat er 1957 in die Ausbildung für den höheren Bibliotheksdienst ein und legte die Fachprüfung hierfür 1959 am Bibliothekar-Lehrinstitut des Landes Nordrhein-Westfalen ab. Nach kurzer Dienstzeit an der Universitäts- und Stadtbibliothek Köln (1959) und der Landesbibliothek Kassel bzw. der dortigen  Murhardschen Bibliothek (1959 bis 1962) wechselte er an die Universitätsbibliothek München, wo er seither tätig war. 1970 wurde er dort zum Bibliotheksdirektor ernannt. Er wirkte dort bis 1993 als Leiter der Abteilung Handschriften und Alte Drucke und war stellvertretender Direktor der Bibliothek.

## Schriften
- Hero und Leander bei Musaios und Ovid. Dissertation Universität Köln 1956 (mit Lebenslauf).
- (mit Natalia Daniel u. Gisela Kornrumpf bzw. Peter Zahn): Die lateinischen Handschriften der Universitätsbibliothek München. Die Handschriften aus der Folioreihe. Zwei Bände (= Die Handschriften der Universitätsbibliothek München, Band 3,1 u. 3,2). Harrassowitz, Wiesbaden 1974/1979, ISBN 3-447-01594-2 und ISBN 3-447-02025-3.
- (mit Ladislaus Buzas): Kurzsystematik der Universitätsbibliothek München. München 1974.
- Benützungsanleitung. 6. Auflage. Ludwig-Maximilians-Universität München/Universitätsbibliothek 1978.
- (Mitautor): Carl Georg von Maassen. Sammler und Forscher. Freie gesellige Vereinigung „Die Mappe“, München 1978,
- (mit Hermann Wiese): Die Zweigbibliothek der Universitätsbibliothek München. In: Bibliotheksforum Bayern, Band 6 (1978), S. 139–148.
- Die Handschriftensammlung der Universitätsbibliothek München. In: Bibliotheksforum Bayern, Band 9 (1981), S. 133–145.
- Die weisse Rose. Studentischer Widerstand im Dritten Reich 1943; Gedenkausstellung Universitätsbibliothek München 1983. Hintermaier, München 1983.
- Luther und Eck. Reformation und Bewahrung der alten Kirche; [Ausstellung anlässlich des 88. Deutschen Katholikentags in München vom 3. Juli bis 17. August 1984]. Universitätsbibliothek München 1984.
- (mit Ernst Baumann): Die Bibliothek der Fakultät für Psychologie und Pädagogik der Universität München. In: Bibliotheksforum Bayern, Band 16 (1988), S. 26–48.
- (mit Hermann Leskien): Elektronisches Publizieren mit Hilfe des Arbeitsplatzrechners (PC). Harrassowitz, Wiesbaden 1990, ISBN 3-447-03060-7.
- (Mitbearb.): Das Buech von guoter spise. Faksimileband und Begleitheft. Auer, Donauwörth 1993.
- Geschichte der Evangelisch-Lutherischen Dietrich-Bonhoeffer-Gemeinde. Germering 2007.
- Richard Harder, klassischer Philologe, erster Interpret der Flugblätter der „Weissen Rose“, und das „Institut für indogermanische Geistesgeschichte“. In: Elisabeth Kraus (Hrsg.): Die Universität München im Dritten Reich. Band 2. (= Beiträge zur Geschichte der Ludwig-Maximilians-Universität München, Band 4). Utz, München 2008, ISBN 978-3-8316-0726-6, S. 413–500.